# Club Baloncesto Gran Canaria 1999-2000
Questa voce raccoglie le informazioni riguardanti il Club Baloncesto Gran Canaria nelle competizioni ufficiali della stagione 1999-2000.

## Stagione
La stagione 1999-2000 del Club Baloncesto Gran Canaria è la 9ª nel massimo campionato spagnolo di pallacanestro, la Liga ACB.
All'inizio della nuova stagione la Federazione decise di modificare il regolamento riguardo al numero di giocatori extracomunitari consentiti per ogni squadra che così passò a solo due.

## Roster
Aggiornato al 11 novembre 2021.
| Canarias Telecom 1999-00 | Canarias Telecom 1999-00 |
| Giocatori                | Staff tecnico            |
| ------------------------ | ------------------------ |

| N. | Naz.                                        | Ruolo | Nome                     | Anno | Alt.   | Peso   |  |
| -- | ------------------------------------------- | ----- | ------------------------ | ---- | ------ | ------ |  |
| 4  | Spagna (bandiera)                           | P     | Berni Hernández          | 1975 | 189 cm |        |  |
| 5  | Stati Uniti (bandiera)                      | AC    | Kenny Miller             | 1967 | 204 cm |        |  |
| 5  | Spagna (bandiera)                           | A     | Juan Carlos Paredes      | 1980 | 199 cm |        |  |
| 6  | Stati Uniti (bandiera)                      | AG    | Deon Thomas              | 1971 | 204 cm | 108 kg |  |
| 7  | Stati Uniti (bandiera) · Irlanda (bandiera) | AG    | Brian Clifford           | 1970 | 202 cm |        |  |
| 8  | Spagna (bandiera)                           | G     | José Iván Rodríguez      | 1975 | 189 cm |        |  |
| 9  | Spagna (bandiera)                           | P     | David Brabender          | 1970 | 182 cm |        |  |
| 10 | Spagna (bandiera)                           | C     | Berni Tamames            | 1973 | 206 cm | 107 kg |  |
| 11 | Spagna (bandiera)                           | C     | Rafael Vega              | 1971 | 205 cm |        |  |
| 12 | Spagna (bandiera)                           | G     | Rafael Melquiades Guerra | 1978 | 193 cm |        |  |
| 13 | Argentina (bandiera) · Italia (bandiera)    | AP    | Jorge Racca              | 1971 | 198 cm | 97 kg  |  |
| 14 | Spagna (bandiera)                           | A     | Juan Manuel Rodríguez    | 1976 | 195 cm |        |  |
| 15 | Spagna (bandiera)                           | G     | Juan Miguel Morales      | 1978 | 188 cm |        |  |
| 15 | Stati Uniti (bandiera)                      | C     | David Wood               | 1964 | 206 cm | 103 kg |  |

| Allenatore                                                         |
| - Manolo Hussein                                                   |
| Assistente/i                                                       |
| - Himar Ojeda Legenda - (C) Capitano - (IN) Inattivo - Infortunato |

## Mercato

### Sessione estiva
| Acquisti | Acquisti            | Acquisti           | Acquisti   | Acquisti |
| R.a      | Nome                | da                 | Modalità   |          |
| -------- | ------------------- | ------------------ | ---------- | -------- |
| A        | Juan Carlos Paredes | Telde              | definitivo |          |
| P        | David Brabender     | Fuenlabrada        | definitivo |          |
| AC       | Kenny Miller        | Málaga             | definitivo |          |
| AG       | Deon Thomas         | Mac. Rishon LeZion | definitivo |          |
| G        | José Iván Rodríguez | Tenerife           | definitivo |          |
| C        | Rafael Vega         | Murcia             | definitivo |          |

| Cessioni | Cessioni        | Cessioni    | Cessioni       | Cessioni |
| R.       | Nome            | a           | Modalità       |          |
| -------- | --------------- | ----------- | -------------- | -------- |
| A        | César Sanmartín | Breogán     | fine contratto |          |
| AC       | Devin Davis     | Alaska Milk | fine contratto |          |
| C        | Irving Thomas   |             | ritirato       |          |
| G        | Reggie Fox      | Alicante    | fine contratto |          |
| C        | Mario García    | Lleida      | fine contratto |          |

### Dopo l'inizio della stagione
| Acquisti | Acquisti   | Acquisti   | Acquisti   | Acquisti   |
| R.       | Nome       | da         | Data       | Modalità   |
| -------- | ---------- | ---------- | ---------- | ---------- |
| C        | David Wood | Free agent | marzo 2000 | definitivo |

| Cessioni | Cessioni            | Cessioni   | Cessioni     | Cessioni    |
| R.       | Nome                | a          | Data         | Modalità    |
| -------- | ------------------- | ---------- | ------------ | ----------- |
| G        | Juan Miguel Morales | Minorca    | ottobre 1999 | rescissione |
| AC       | Kenny Miller        | Free agent | marzo 2000   | rescissione |